# Ascochyta tenerrima
Ascochyta tenerrima är en svampart som beskrevs av Sacc. & Roum. 1882. Ascochyta tenerrima ingår i släktet Ascochyta, ordningen Pleosporales, klassen Dothideomycetes, divisionen sporsäcksvampar och riket svampar.   Inga underarter finns listade i Catalogue of Life.